# Дєдова Тетяна Якимівна
Тетяна Якимівна Дє́дова (нар. 9 липня 1959, Обуховка) — українська художниця; член Спілки радянських художників України з 1990 року. Дружина художника Бориса Дєдова.

## Біографія
Народилася 9 липня 1959 року в селі Обуховці (нині Старооскольський район Бєлгородської області, Росія). Упродовж 1974—1978 років навчалась в Харківському художньому училищі, у 1978—1983 роках — у Харківському художньо-промисловому інституті. Її педагогами були зокрема Борис Косарєв, Віктор Лапін.
Живе в Чернігові, в селищі Зарічному в будинку на вулиці Дьошина, № 28.

## Творчість
Працює в галузі станкового і монументального живопису. Серед робіт:
- «Вечір на балконі» (1988);
- «Портрет у червоному» (1988, полотно, олія);
- «Дівчинка біля вікна» (1989);
- «Літо на селі» (1989, полотно, олія);
- «Мрії» (1990, полотно, олія);
- «Воскресіння» (1991, полотно, олія);
- «Синій птах» (1994);
- «Хлопчик із зеленим папугою» (1995);
- «Нічний янгол» (1995);
- «Вершник» (1995);
- триптих «Сни у повний місяць» (1995, полотно, олія);
- «Сон хлопчика» (1996);
- «Алея» (1996);
- «Втрачений світ» (1997, полотно, олія);
- диптих «Місячне сяйво» (2000, полотно, олія);
- диптих «Ніч ніжна» (2001, полотно, олія);
- диптих «Зима на Троїцькій гірці» (2006).

У 1995 році у співавторстві зробила архітітектурно-художнє оформлення Центру народних ремесел у Чернігові.
Деякі картини художниці зберігаються у Чернігівському художньому музеї.